# Clementina Agricole
Clementina Ciana Agricole, née le 18 juillet 1988 à Victoria, est une haltérophile seychelloise.

## Carrière
Elle est médaillée d'argent à l'arraché et au total et médaillée de bronze à l'épaulé-jeté en moins de 53 kg aux Championnats d'Afrique d'haltérophilie 2004, médaillée de bronze en moins de 58 kg aux Jeux africains de 2007, médaillée d'argent en moins de 53 kg aux Championnats d'Afrique d'haltérophilie 2009, médaillée de bronze en moins de 63 kg aux Jeux africains de 2015. Médaillée de bronze en moins de 58 kg aux Championnats d'Afrique d'haltérophilie 2016, elle remporte le titre dans cette catégorie de poids aux Championnats d'Afrique d'haltérophilie 2017.

## Famille
Elle est la sœur de l'haltérophile Rena Agricole.